# ترانه‌شناسی سیستم آو ا داون
سیستم آو ا داون یک گروه موسیقی راک و هوی متال ارمنی-آمریکایی است که در میانه دهه ۱۹۹۰ میلادی توسط  خواننده سرژ تانکیان، گیتاریست دارون ملکیان، نوازده باس شاوو اودادجیان و درام‌زن جان دالمایان تشکیل شد. این بند تا کنون پنج آلبوم، نوزده‌تا تک‌آهنگ و سیزده‌تا موزیک ویدئو عرضه کرده‌است. در پایان ۱۹۹۷، این گروه با امریکن رکوردینگز قرارداد داشت و پس از آن با کلمبیا رکوردز قرارداد بست. همان سال، آن‌ها نخستین آلبوم خود را عرضه کردند که در بیلبورد ۲۰۰ ایالات متحده آمریکا رتبه ۱۲۴ و در جدول آلبوم‌های بریتانیا رتبه ۱۰۳ را به دست آورد. این آلبوم دو سال بعد توسط انجمن صنعت ضبط موسیقی ایالات متحده آمریکا گواهی پلاتینیوم و توسط میوزیک کانادا گواهی طلا را به دست آورد. نخستین آلبوم آن‌ها یک تک‌آهنگ به نام «شکر» بیرون داد که در چارت‌های ترانه‌های آلترناتیو و مین‌استریم راک در ۳۰ ترانه نخست قرار گرفت. آلبوم بعدی آن‌ها، سمی بودن در چارت‌های آمریکا و کانادا در رتبه‌های بالایی قرار گرفت و در استرالیا، فنلاند و نیوزیلند در ۱۰تای نخست قرار گرفت. آلبوم در ایالات متحده سه بار گواهی پلاتینیوم گرفت و در استرالیا توسط انجمن صنعت ضبط استرالیا سه بار و در کانادا توسط میوزیک کانادا دو بار گواهی پلاتینیوم گرفت. آلبوم سمی بودن سه تک‌آهنگ، یکی به نام خود آلبوم، «چاپ سویی!» و «آسمانی‌ها» تولید کرد. آسمانی‌ها در چارت‌های آلتراناتیو و مین‌استریم راک در شماره یک قرار گرفت.
این آلبوم را بدزدید! (۲۰۰۲) نتوانست موفقیت آلبوم‌های پیشین را تکرار کند و فقط در ایالات متحده آمریکا و استرالیا در چارت ۲۰ آلبوم نخست قرار گرفت. سه سال بعد، گروه یک آلبوم دوبخشی تولید کرد که هر بخش دوم شش ماه پس از بخش یک آمد. بخش نخست که مسحور کردن نام داشت در ابتدای ۲۰۰۵ عرضه شد که در ۹ کشور در رتبه یک قرار گرفت و در کشورهای ایالات متحده، استرالیا و کانادا گواهی پلاتینیوم گرفت. تک‌آهنگ این آلبوم، «بی. وای. او. بی» در ۱۰۰ تک‌آهنگ داغ بیلبورد رتبه ۲۷ و در جدول تک‌آهنگ‌های بریتانیا در رتبه ۲۶ قرار گرفت. تک‌آهنگ دوم آلبوم، «سؤال!» در بریتانیا و ایرلند در رتبه ۴۰تای نخست قرار گرفت. جلوتر همان سال، گروه بخش دوم آلبوم به نام هیپنوتایز را منتشر کردند. مانند بخش نخست، این آلبوم در چارت‌های ایالات متحده، کانادا، فنلاند و نیوزیلند در رتبه ۱ قرار گرفت. سیستم آو ا داون نخستین بند پس از بیتلز است که یک آلبوم دو بخش که هر دو بخش در چارت موفق بودند را در ایالات متحده عرضه کند. هیپنوتایز در ایالات متحده گواهی‌نامه پلاتینیوم و در استرالیا، آلمان و سوئیس گواهی‌نامه طلا دریافت کرد. این آلبوم دو تک‌آهنگ به نام‌های «هیپنوتایز» و «روز تنهایی» منتشر کرد مه به ترتیب در رتبه‌بندی فنلاند به رتبه‌های ۴ و ۱۶ رسیدند. در سال ۲۰۰۶، گروه به یک وقفه رفت و از آن زمان تمامی اعضا بر پروژه‌های خود کار می‌کنند. در ۲۹ نوامبر ۲۰۱۰ یک بازپیوست معرفی شد و در سال‌های ۲۰۲۰ و ۲۰۲۱ به علت جنگ ناگورنو قره‌باغ دو تک‌آهنگ به نام «از سرزمین محافظت کن» و «انسان‌نماهای نسل‌کش» برای حمایت از ارمنستان و جمهوری آرتساخ عرضه کردند. بنا به گفته درام‌زن جان دالمایان احتمال عرضه آلبوم جدید در آینده وجود دارد.

## آلبوم‌های استودیویی
| نام                                          | اطلاعات آلبوم                                                                                 | بالاترین رتبه چارت | بالاترین رتبه چارت | بالاترین رتبه چارت | بالاترین رتبه چارت | بالاترین رتبه چارت | بالاترین رتبه چارت | بالاترین رتبه چارت | بالاترین رتبه چارت | بالاترین رتبه چارت | بالاترین رتبه چارت | گواهی |
| نام                                          | اطلاعات آلبوم                                                                                 | ایالات متحده       | استرالیا           | کانادا             | فنلاند             | آلمان              | ایرلند             | هلند               | نیوزیلند           | سوئیس              | بریتانیا           | گواهی |
| -------------------------------------------- | --------------------------------------------------------------------------------------------- | ------------------ | ------------------ | ------------------ | ------------------ | ------------------ | ------------------ | ------------------ | ------------------ | ------------------ | ------------------ | --- |
| سیستم آو ا داون                              | - عرضه‌شده: ۳۰ ژوئن ۱۹۹۸ - برچسب: امریکن رکوردینگز - فرمت‌ها: سی‌دی، سی‌اس، دی‌آی، ال‌پی            | ۱۲۴                | ۴۸                 | —                  | —                  | —                  | —                  | ۶۸                 | —                  | —                  | ۱۰۳                | - آرآی‌ای‌ای: پلاتینیوم - بی‌پی‌آی: طلا - ام‌سی: طلا |
| سمی بودن                                     | - عرضه شده: ۴ سپتامبر ۲۰۰۱ - برچسب: امریکن رکوردینگز - فرمت‌ها: سی‌دی، سی‌اس، ال‌پی، دی‌آی         | ۱                  | ۶                  | ۱                  | ۸                  | ۲۳                 | ۱۷                 | ۱۷                 | ۷                  | ۳۱                 | ۱۳                 | - آرآی‌ای‌ای: ۳تا پلاتنیوم - ای‌آرای‌آی: ۳تا گواهی‌نامه پلاتینیوم - بی‌پی‌آی: دوتا پلاتینیوم - بی‌وی‌ام‌آی: طلا - آی‌اف‌پی‌آی طلا - ام‌سی: ۲× پلاتینیوم - ان‌وی‌پی‌آی: طلا - آرام‌ان‌زی: پلاتینیوم                    |
| این آلبوم را بدزدید!                         | - عرضه‌شده: ۲۶ نوامبر ۲۰۰۲ - برچسب: امریکن رکوردینگز، کلمبیا رکوردز - فرمت‌ها: سی‌دی، ال‌پی، دی‌آی | ۱۵                 | ۱۱                 | ۱۳                 | ۲۵                 | ۱۴                 | ۴۷                 | ۴۱                 | ۲۶                 | ۲۵                 | ۵۶                 | - آرآی‌ای‌ای: پلاتینیوم - ای‌آرای‌آی: طلا - بی‌پی‌آی: طلا - آی‌اف‌پی‌آی: طلا |
| مسحور کردن                                   | - عرضه‌شده: ۱۷ مه ۲۰۰۵ - برچسب: امریکن رکوردینگز، کلمبیا رکوردز - فرمت‌ها: دی‌آی، ال‌پی، دی‌آی     | ۱                  | ۱                  | ۱                  | ۲                  | ۱                  | ۲                  | ۵                  | ۱                  | ۱                  | ۲                  | - آرآی‌ای‌ای: پلاتینیوم - ای‌آرای‌آی: پلاتینیوم - بی‌پی‌آی: طلا - بی‌وی‌ام‌آی: طلا - آی‌اف‌پی‌آی اف‌آی‌ان: پلاتینیوم - آی‌اف‌پی‌آی اس‌دبلیوآی: طلا - آی‌آرام‌آی: پلاتینیوم - ام‌سی: ۳تا پلاتینیوم - آرام‌ان‌زی: پلاتینیوم |
| هیپنوتایز                                    | - عرضه‌شده: ۲۲ نوامبر ۲۰۰۵ - برچسب: امریکن رکوردینگز، کلمبیا رکوردز - فرمت‌ها: سی‌دی، ال‌پی، دی‌آی | ۱                  | ۳                  | ۱                  | ۱                  | ۴                  | ۱۰                 | ۱۵                 | ۱                  | ۴                  | ۱۱                 | - آرآی‌ای‌ای: پلاتینیوم - ای‌آرآی‌ای: طلا - بی‌پی‌آی: طلا - بی‌وی‌ام‌آی: طلا - آی‌اف‌پی‌آی اف‌آی‌ان: پلاتینیوم - آی‌اف‌پی‌آی اس‌دبلیوآی: طلا - آی‌آرام‌ای: پلاتینیوم - آرام‌ان‌زی: پلاتینیوم                             |
| «—» به معنای عرضه‌ای است که چارت‌بندی نشده‌است. |                                                                                               |                    |                    |                    |                    |                    |                    |                    |                    |                    |                    | |

### آلبوم‌های دمو
| عنوان                    | اطلاعات آلبوم                                                        |
| ------------------------ | -------------------------------------------------------------------- |
| نوار آلبوم نام‌گذاری نشده | - عرضه: ۱۹۹۵ - برچسب: بدون برچسب - فرمت: گاست                        |
| نوار دموی ۱              | - عرضه: ۱۹۹۵ - برچسب: سیستم. - فرمت: کاست                            |
| نوار دموی ۲              | - عرضه: ۱۹۹۶ - برچسب: سیستما - فرمت: کاست                            |
| نوار دموی ۳              | - عرضه: ۱۹۹۶ (دوباره در ۱۹۹۷ عرضه شد) - برچسب: ولوت همر - فرمت: کاست |
| نوار دموی ۴              | - عرضه: ۱۹۹۷ - برچسب: یونیورسال - فرمت: کاست                         |

## تک‌آهنگ‌ها
| ترانه                                        | سال  | بالاترین مقام در چارت | بالاترین مقام در چارت | بالاترین مقام در چارت | بالاترین مقام در چارت | بالاترین مقام در چارت | بالاترین مقام در چارت | بالاترین مقام در چارت | بالاترین مقام در چارت | بالاترین مقام در چارت | بالاترین مقام در چارت | گواهی‌نامه‌ها                                         | آلبوم                |
| ترانه                                        | سال  | ایالات متحده          | آلترناتیو             | مین‌استریم راک         | ای‌آرآی‌ای              | فنلاند                | آلمان                 | ایرلند                | هلند                  | سوئیس                 | بریتانیا              | گواهی‌نامه‌ها                                         | آلبوم                |
| -------------------------------------------- | ---- | --------------------- | --------------------- | --------------------- | --------------------- | --------------------- | --------------------- | --------------------- | --------------------- | --------------------- | --------------------- | --------------------------------------------------- | -------------------- |
| «شکر»                                        | ۱۹۹۸ | —                     | ۳۱                    | ۲۸                    | —                     | —                     | —                     | —                     | —                     | —                     | ۱۳۶                   |                                                     | سیستم آو ا داون      |
| «عنکبوت‌ها»                                   | ۱۹۹۹ | —                     | ۳۸                    | ۲۵                    | —                     | —                     | —                     | —                     | —                     | —                     | —                     |                                                     | سیستم آو ا داون      |
| «چاپ سویی!»                                  | ۲۰۰۱ | ۷۶                    | ۷                     | ۱۲                    | ۱۴                    | —                     | —                     | ۴۶                    | ۲۵                    | —                     | ۱۷                    | - آرآی‌ای‌ای: طلا - ای‌آرآی‌ای: طلا - بی‌پی‌آی: پلاتینیوم | سمی بودن             |
| «سمی بودن»                                   | ۲۰۰۲ | ۷۰                    | ۳                     | ۱۰                    | ۳۹                    | —                     | ۸۸                    | ۴۷                    | ۷۵                    | ۹۰                    | ۲۵                    | - بی‌پی‌آی: نقره                                      | سمی بودن             |
| «آسمانی‌ها»                                   | ۲۰۰۲ | ۵۵                    | ۱                     | ۱                     | ۳۶                    | —                     | ۸۰                    | ۳۵                    | —                     | —                     | ۳۴                    |                                                     | سمی بودن             |
| «دید درونی»                                  | ۲۰۰۲ | —                     | ۱۴                    | ۱۲                    | —                     | —                     | —                     | —                     | —                     | —                     | —                     |                                                     | این آلبوم را بدزدید! |
| «بوم!»                                       | ۲۰۰۳ | —                     | —                     | —                     | —                     | —                     | —                     | —                     | —                     | —                     | —                     |                                                     | این آلبوم را بدزدید! |
| «بی. وای. او. بی»                            | ۲۰۰۵ | ۲۷                    | ۴                     | ۴                     | ۴۲                    | —                     | —                     | —                     | —                     | —                     | ۲۶                    | - آرآی‌ای‌ای: پلاتینیوم - بی‌پی‌آی: نقره                | مسحور کردن           |
| «سؤال!»                                      | ۲۰۰۵ | —                     | ۹                     | ۷                     | —                     | —                     | —                     | ۴۷                    | —                     | —                     | ۴۱                    |                                                     | مسحور کردن           |
| «هیپنوتایز»                                  | ۲۰۰۵ | ۵۷                    | ۱                     | ۵                     | —                     | ۴                     | ۸۳                    | ۴۷                    | ۳۱                    | —                     | ۴۸                    | - آرآی‌ای‌ای: طلا                                     | هیپنوتایز            |
| «روز تنهایی»                                 | ۲۰۰۶ | —                     | ۱۰                    | ۱۰                    | ۳۷                    | ۱۶                    | ۴۶                    | —                     | —                     | ۷۲                    | —                     |                                                     | هیپنوتایز            |
| «از سرزمین محافظت کن»                        | ۲۰۲۰ | —                     | —                     | ۲۴                    | —                     | —                     | —                     | —                     | —                     | —                     | —                     |                                                     | تک‌آهنگ بدون آلبوم    |
| «انسان‌نماهای نسل‌کش»                          | ۲۰۲۰ | —                     | —                     | —                     | —                     | —                     | —                     | —                     | —                     | —                     | —                     |                                                     | تک‌آهنگ بدون آلبوم    |
| "—" به معنای عرضه‌ای است که رتبه‌بندی نشده‌است. |      |                       |                       |                       |                       |                       |                       |                       |                       |                       |                       |                                                     |                      |

### تک‌آهنگ‌های تبلیغاتی
| «ترانه زندان» / «اکس»                        | ۲۰۰۱ | —  | —  | سمی بودن             |
| «جانی»                                       | ۲۰۰۱ | —  | —  | تک‌آهنگ‌ها «چاپ سویی!» |
| «سیگارو»                                     | ۲۰۰۵ | ۲۹ | ۳۴ | مسحور کردن           |
| «پورنوگرافی خشن»                             | ۲۰۰۵ | —  | —  | مسحور کردن           |
| «راک اند رول را بکش»                         | ۲۰۰۶ | —  | ۳۸ | مسحور کردن           |
| «نزدیکی وقاحت»                               | ۲۰۰۶ | —  | —  | مسحور کردن           |
| «—» به معنای عرضه‌ای است که چارت‌بندی نشده‌است. |      |    |    |                      |

## موزیک ویدئوها
| سال  | ترانه                 | کارگردان(ها)                   |
| ---- | --------------------- | ------------------------------ |
| ۱۹۹۸ | «شکر»                 | نیتن کاکس                      |
| ۱۹۹۸ | «جنگ؟»                |                                |
| ۱۹۹۹ | «عنکبوت‌ها»            | چارلی دو                       |
| ۲۰۰۱ | «چاپ سویی!»           | مارکوس سیگا                    |
| ۲۰۰۲ | «سمی بودن»            | شاوو اودادجیان و مارکوس سیگا   |
| ۲۰۰۲ | «آسمانی‌ها»            | شاوو اودادجیان و دیوید اسلید   |
| ۲۰۰۳ | «بوم!»                | مایکل مور                      |
| ۲۰۰۵ | «بی. وای. او.بی.»     | جیک ناوا                       |
| ۲۰۰۵ | «سؤال!»               | شاوو اودادجیان و هوارد گرینهال |
| ۲۰۰۵ | «هیپنوتایز»           | شاوو اودادجیان                 |
| ۲۰۰۶ | «روز تنهایی»          | جاش ملنیک و خاندر چاریتی       |
| ۲۰۲۰ | «از سرزمین محافظت کن» | شاوو اودادجیان و آرا سودجیان   |
| ۲۰۲۱ | «انسان‌نماهای نسل‌کش»   | شاوو اودادجیان و آدام ماسون    |

## دیگر آثار
- سی‌دی نسخه محدود تور (۲۰۰۰): ای‌پی‌های نسخه محدود که در برنامه‌های زنده داده می‌شد که شامل سه تک‌آهنگ استودیویی و سه تک‌آهنگ زنده است.[۵۰]
- سمی بودن بیشتر (۲۰۰۱): ای‌پی نسخه محدود فرانسوی که شامل ۴ ترانه زنده و یک ترانه اضافی «جانی» است.[۵۱]
- سمی بودن ۲ (۲۰۰۲): لو رفتگی‌های غیررسمی از سمی بودن. بیشتر ترانه‌ها بعداً در این آلبوم را بدزدید! حضور پیدا کردند.[۵۲]
- ملودی‌های ذخیره‌شده (۲۰۰۲): جمع‌آوری بوتل غیررسمی آثار اصلی و کارهای جمعی.[۵۳][۵۴]
- هیپنوتایز اضافی (۲۰۰۵):ای‌پی انحصاری که فقط در فروشگاه بست‌بای موجود بود. فقط از فروشگاه بست‌بای پیش از عرضه هیپنوتایز موجود بود. با قیمت ۱٬۹۹ دلار و شامل کوپن ۱٬۹۹ دلار برای کاهش از قیمت آلبوم هنگام انتشار در ۲۲ نوامبر ۲۰۰۵ بود.[۵۵]

## دیگر فعالیت‌ها
- چف اید: آلبوم ساوث پارک (۱۹۹۸) – «جهان هارلم» (همراه با میس، شان کامز و لیل کیم)
- استرنج‌لند (۱۹۹۸) – «مارمالاد»
- موسیقی متن کتاب سایه‌ها: جادوگر بلر ۲ (۲۰۰۰) – «ذهن»
- موسیقی متن دراکولا ۲۰۰۰ (۲۰۰۰) – «مترو» (کاور برلین)
- هوی متال ۲۰۰۰ (۲۰۰۰) – «اشتوراگد»
- سنگ‌های بلند (۲۰۰۰) – «به وو-تنگ کلن وارد شوید (۳۶ اتاق)» (کاور وو-تنگ کلن)
- ام‌تی‌وی بازگشت راک (۲۰۰۰) – «سوییتی-پی»
- سیاه‌بودن: یک احترام به بلک سبث (۲۰۰۰) – «قسمت ۴» (کاور بلک سبث)
- موسیقی متن جیغ ۳ (۲۰۰۰) – «عنکبوت‌ها»
- موسیقی متن نه یه فیلم نوجوانی دیگه (۲۰۰۱) – «مترو» (کاور برلین)
- موسیقی متن پادشاه عقرب (۲۰۰۲) – «استریم‌لاین»
- تونی هاوک اسکیتر حرفه‌ای ۴ (۲۰۰۲) – «شیمی»
- آزفست ۲۰۰۲ (۲۰۰۲) – «سوزن‌ها»
- ای‌تی‌وی خشم آفرود (۲۰۰۲) – «علم»
- تور تعهد وفاداری: ضبط زنده کنسرت (۲۰۰۲) – «چاپ سویی!»، «باونس» و «سمی بودن»
- آشفته (۲۰۰۷) – «روز تنهایی»
- راک بند ۲ (۲۰۰۸) – «چاپ سویی!»
- گیتار هیرو: تور جهانی (۲۰۰۸) – «بی. وای. او. بی»
- گیتار هیرو: متالیکا (۲۰۰۸) – «سمی بودن»
- راک‌اسمیت ۲۰۱۴ (۲۰۱۴) – «هیپنوتایز»
- راک بند ۴ (۲۰۱۵) – «عنکبوت‌ها»
- زندگی پنهان حیوانات خانگی (۲۰۱۶) – «باونس»

## یادداشت
1. ↑  «دید درونی» وارد تک‌آهنگ‌های رتبه اول ۱۰۰ آهنگ داغ بیلبورد نشد اما در فوران‌کننده زیر ۱۰۰ آهنگ داغ رتبه ۷ را به دست آورد.[۳۴]
2. ↑  «سوال!» وارد تک‌آهنگ‌های رتبه اول ۱۰۰ آهنگ داغ بیلبورد نشد اما در رتبه‌بندی فوران‌کننده زیر ۱۰۰ آهنگ داغ رتبه ۲ را به دست آورد.[۳۴]
3. ↑  «روز تنهایی» وارد تک‌آهنگ‌های رتبه اول ۱۰۰ آهنگ داغ بیلبورد نشد اما در رتبه‌بندی فوران‌کننده زیر ۱۰۰ آهنگ داغ رتبه ۲۳ را به دست آورد.[۳۴]
4. ↑  «از سرزمین محافظت کن» وارد تک‌آهنگ‌های رتبه اول ۱۰۰ آهنگ داغ بیلبورد نشد اما در رتبه‌بندی ترانه‌های دیجیتال رتبه ۲۰ را به دست آورد.[۳۵]
5. ↑  «از سرزمین محافظت کن» وارد رتبه‌بندی ترانه‌های آلترناتیو نشد اما در جدول‌های بیلبورد رتبه ۳ را به دست آورد.[۳۶]
6. ↑  «از سرزمین محافظت کن» رتبه‌بندی وارد جدول‌های ای‌آر‌ای‌ای نشد اما در رتبه‌بندی ترانه‌های دیجیتال ای‌آرای‌ای رتبه ۲۲ را به دست آورد.[۳۷]
7. ↑  «انسان‌نماهای نسل‌کش» وارد تک‌آهنگ‌های رتبه اول ۱۰۰ آهنگ داغ بیلبورد نشد, اما در رتبه‌بندی فروش اینترنتی ترانه‌ها رتبه ۲۴ را به دست آورد.[۳۵]
8. ↑  «انسان‌نماهای نسل‌کش وارد رتبه‌بندی ترانه‌های آلترناتیو نشد اما در رتبه‌بندی ترانه‌های دیجیتال آلترناتیو رتبه ۵ را به دست آورد.[۳۶]
9. ↑  «انسان‌نماهای نسل‌کش» وارد جدول‌های ای‌آر‌ای‌ای نشد اما در رتبه‌بندی ترانه‌های دیجیتال ای‌آرای‌ای رتبه ۲۷ را به دست آورد.[۳۷]

### اصلی
- "System of a Down - Discography - Main Albums". AllMusic. Archived from the original on 7 June 2013. Retrieved September 14, 2012.

- "System of a Down - Discography - Singles & EPs". AllMusic. Archived from the original on 21 June 2013. Retrieved September 14, 2012.

### مشخص‌شده
1. 1 2 3 4  "System of a Down Chart History: Hot 100". Billboard. Archived from the original on 29 September 2021. Retrieved March 24, 2021.
2. 1 2 3 4  Zywietz, Tobias. "Chart Log UK: DJ S – The System Of Life". Zobbel. Archived from the original on 4 March 2016. Retrieved January 26, 2009.
3. ↑  Harris, Chris (November 30, 2005). "System of a Down Make It a Double with Chart-Topping Hypnotize". MTV News. MTV Networks. Archived from the original on 20 January 2008. Retrieved February 18, 2009.
4. ↑  Harris, Chris (May 3, 2006). "System of a Down Aren't Breaking Up—They're Going on Hiatus". MTV News. MTV Networks. Archived from the original on 2 March 2010. Retrieved February 2, 2009.
5. ↑  «System Of A Down». بایگانی‌شده از اصلی در ۱ ژانویه ۲۰۱۸. دریافت‌شده در ۲۹ سپتامبر ۲۰۲۱.
6. ↑  Grow، Kory (۶ نوامبر ۲۰۲۰). «Hear System of a Down's First New Music in 15 Years, 'Protect the Land' and 'Genocidal Humanoidz'». Rolling Stone. بایگانی‌شده از اصلی در ۶ نوامبر ۲۰۲۰. دریافت‌شده در ۲ اکتبر ۲۰۲۱.
7. ↑  "System Of A Down Drummer On New Studio Album: 'It's Gonna Happen When It's Right'". Blabbermouth.net. October 3, 2011. Archived from the original on October 7, 2011. Retrieved October 5, 2011.
8. ↑  "System of a Down Chart History: Billboard 200". Billboard. Retrieved March 24, 2021.[پیوند مرده]
9. 1 2  "Discography System of a Down". Hung Medien. Archived from the original on 17 April 2016. Retrieved January 26, 2009.
10. ↑   {{cite web}}: Empty citation (help)|title=System of a Down Chart History: Canadian Albums|work=Billboard|access-date=May 24, 2012}}
11. 1 2  "Discography System of a Down". Hung Medien. Archived from the original on 3 March 2016. Retrieved January 26, 2009.
12. 1 2  Peak chart positions in Germany:
  - "System of a Down / Chartverfolgung / Longplay". Musicline.de (به آلمانی). PhonoNet GmbH. Archived from the original on April 3, 2012. Retrieved January 26, 2009.

"System of a Down / Chartverfolgung / Single". Musicline.de (به آلمانی). PhonoNet GmbH. Archived from the original on April 3, 2012. Retrieved January 26, 2009.
13. 1 2  "Discography System of a Down". Hung Medien. Archived from the original on 9 March 2016. Retrieved January 26, 2009.
14. 1 2  "Discografie System of a Down" (به هلندی). Hung Medien. Archived from the original on 6 March 2016. Retrieved January 26, 2009.
15. ↑  "Discography System of a Down". Hung Medien. Archived from the original on 28 June 2021. Retrieved January 26, 2009.
16. 1 2  "Discography System of a Down". Hung Medien. Archived from the original on 1 April 2006. Retrieved January 26, 2009.
17. 1 2 3 4 5 6 7 8  
"American   certifications – System of a Down". Recording Industry Association of America. Retrieved June 8, 2020.
18. 1 2 3 4 5 6 7 8  
"British   certifications – System of a Down". British Phonographic Industry. Retrieved June 8, 2020. Type System of a Down in the "Search BPI Awards" field and then press Enter.
19. 1 2 3  
"Canada   certifications – System of a Down". Music Canada. Retrieved March 6, 2014.
20. ↑  
"ARIA Charts – Accreditations – 2009 Albums" (PDF). Australian Recording Industry Association.
21. 1 2 3  
"Gold-/Platin-Datenbank (System_of_a_Down)" (به آلمانی). Bundesverband Musikindustrie.
22. 1 2 3  
"The Official Swiss Charts and Music Community: Awards (System of a Down)". IFPI Switzerland. Hung Medien.
23. ↑  
"Dutch   certifications – System of a Down" (به هلندی). Nederlandse Vereniging van Producenten en Importeurs van beeld- en geluidsdragers. Retrieved June 1, 2021. Enter System of a Down in the "Artiest of titel" box.
24. ↑  
[منطقهٔ ناشناخته "New Zealand  album certifications – System of a Down – Toxicity"]. Recorded Music NZ. Retrieved August 15, 2012. {{cite web}}: Check |url= value (help)[پیوند مرده]
25. ↑  
"ARIA Charts – Accreditations – 2002 Albums" (PDF). Australian Recording Industry Association. Retrieved March 6, 2009.
26. 1 2 3  
"System of a Down" (به فنلاندی). Musiikkituottajat – IFPI Finland. Retrieved October 24, 2011.
27. 1 2  
"ARIA Charts – Accreditations – 2005 Albums" (PDF). Australian Recording Industry Association. Retrieved January 27, 2009.
28. 1 2  
"The Irish Charts - 2005 Certification Awards - Platinum". Irish Recorded Music Association.
29. ↑  
[منطقهٔ ناشناخته "New Zealand  album certifications – System of a Down – Mezmerize"]. Recorded Music NZ. {{cite web}}: Check |url= value (help)[پیوند مرده]
30. ↑  
[منطقهٔ ناشناخته "New Zealand  album certifications – System of a Down – Hypnotize"]. Recorded Music NZ. {{cite web}}: Check |url= value (help)[پیوند مرده]
31. 1 2  "System of a Down – Chart History: Alternative Airplay". Billboard. Archived from the original on 1 October 2021. Retrieved March 24, 2021.
32. 1 2  "System of a Down – Chart History: Mainstream Rock Tracks". Billboard. Archived from the original on 2 October 2021. Retrieved March 24, 2021.
33. ↑  
"ARIA Charts – Accreditations – 2002 Singles" (PDF). Australian Recording Industry Association. Retrieved June 8, 2020.
34. 1 2 3  "System of a Down Chart History: Bubbling Under Hot 100". Billboard. Archived from the original on 1 October 2021. Retrieved November 17, 2020.
35. 1 2  "System of a Down Chart History: Digital Song Sales". Billboard. Archived from the original on 30 September 2021. Retrieved November 17, 2020.
36. 1 2  "System of a Down Chart History: Alternative Digital Song Sales". Billboard. Archived from the original on 1 October 2021. Retrieved November 17, 2020.
37. 1 2  "ARIA Digital Tracks". ARIA Report. ARIA Charts. November 16, 2020. Archived from the original on 29 September 2021. Retrieved November 21, 2020.
38. ↑  "Sugar". MTV. MTV Networks. June 30, 1998. Archived from the original on 4 November 2012. Retrieved January 26, 2009.
39. ↑  Mancini, Robert (December 8, 1999). "System of a Down Finishes Show with Friendly Help After Vocal Troubles, Plans New Video". MTV News. MTV Networks. Archived from the original on 2 October 2021. Retrieved January 26, 2009.
40. ↑  "Chop Suey!". MTV. MTV Networks. August 13, 2001. Archived from the original on 20 October 2014. Retrieved January 26, 2009.
41. ↑  "Toxicity". MTV. MTV Networks. January 14, 2002. Archived from the original on 21 November 2015. Retrieved January 26, 2009.
42. ↑  Moss, Corey (June 21, 2002). "System of a Down to Release Toxicity Outtakes". MTV News. MTV Networks. Archived from the original on 11 April 2008. Retrieved January 26, 2009.
43. ↑  "Boom!". MTV. MTV Networks. March 17, 2003. Archived from the original on 3 February 2014. Retrieved January 26, 2009.
44. ↑  "B.Y.O.B." MTV. MTV Networks. April 18, 2005. Archived from the original on 23 October 2013. Retrieved January 26, 2009.
45. ↑  "Question!". MTV. MTV Networks. August 1, 2005. Archived from the original on 3 February 2014. Retrieved January 26, 2009.
46. ↑  "Hypnotize". MTV. MTV Networks. October 24, 2005. Archived from the original on 3 February 2014. Retrieved January 26, 2009.
47. ↑  "Lonely Day". MTV. MTV Networks. March 1, 2006. Archived from the original on 3 February 2014. Retrieved January 26, 2009.
48. ↑  "System Of A Down - Protect The Land". YouTube. November 6, 2020. Archived from the original on 4 February 2021. Retrieved November 6, 2020.
49. ↑  "System Of A Down - Genocidal Humanoidz". YouTube. January 30, 2021. Archived from the original on 11 February 2021. Retrieved January 30, 2021.
50. ↑  "Limited Edition Tour CD by System of a Down". Discogs. Archived from the original on 4 November 2020. Retrieved 29 September 2021.
51. ↑  "More Toxicity by System of a Down". Discogs. Archived from the original on 28 June 2018. Retrieved 29 September 2021.
52. ↑  "Toxicity II by System of a Down". Discogs. Archived from the original on 30 September 2021. Retrieved 29 September 2021.
53. ↑  "Storaged Melodies by System of a Down". Rate Your Music. Retrieved September 27, 2017.
54. ↑  "System Of A Down - Storaged Melodies". Discogs (به انگلیسی). Archived from the original on 30 September 2021. Retrieved September 27, 2017.
55. ↑  "Hypnotize Value Added by System of a Down". Discogs. Archived from the original on 17 June 2021. Retrieved 29 September 2021.